# Vit nysrot
Vit nysrot (Veratrum album), även kallad Vit prustrot, är en art i familjen nysrotsväxter. Den förekommer naturligt i stora delar av Eurasien, samt i Alaska. Arten odlas ibland som trädgårdsväxt i Sverige. Underarten subsp. lobelianum förekommer bland annat i norra Norge och Finland.
Växten har varit känd sedan antiken och använts som både gift och medicinalväxt. Det finns även tecken som tyder på att växten orsakat Alexander den Stores död, då beskrivningen av hans symptom stämmer väl överens med de symptom som vit nysrot ger .

## Synonymer
subsp. album
- Melanthium album (L.) Thunb.
- Veratrum viride Röhl. nom. illeg.

subsp. lobelianum (Bernh.) K.Richt.
- Veratrum album f. glabrescens (Zapat) Soó
- Veratrum album f. podolicum (Zapat) Soó
- Veratrum album subsp. lobelianum (Bernh.) Dostál
- Veratrum album subsp. virescens (Gaudin) Jáv. & Soó
- Veratrum album proles lobelianum (Bernh.) Rouy
- Veratrum album var. lobelianum (Bernh.) Rchb.
- Veratrum album var. virescens Gaudin
- Veratrum lobelianum Bernh.
- Veratrum lobelianum f. glabrescens Zapat
- Veratrum lobelianum f. podolicum Zapat